# Psilota rubra
Psilota rubra är en tvåvingeart som beskrevs av Klocker 1924. Psilota rubra ingår i släktet sotblomflugor, och familjen blomflugor. Inga underarter finns listade i Catalogue of Life.